# 湯浅初子

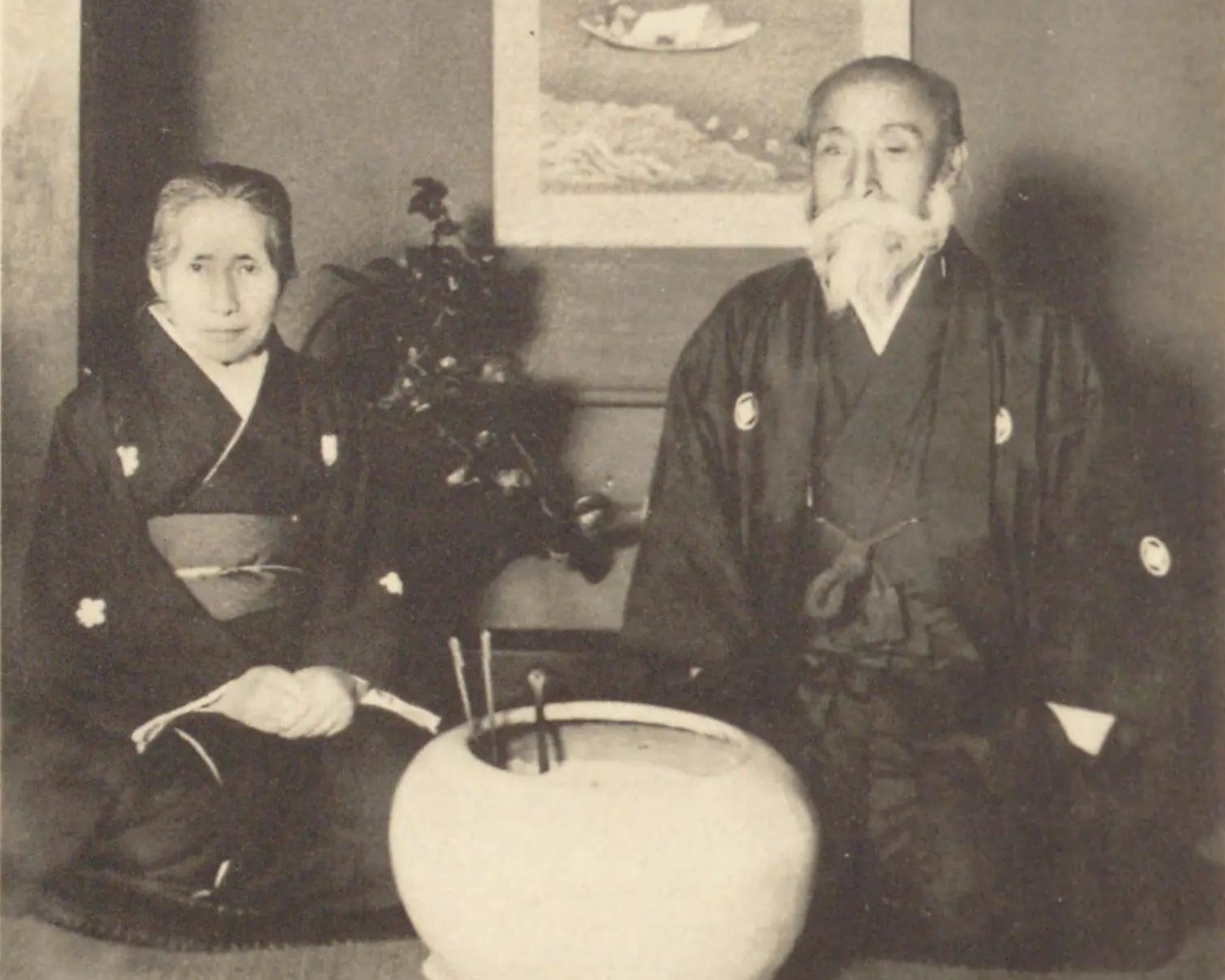
湯浅初子と夫・治郎

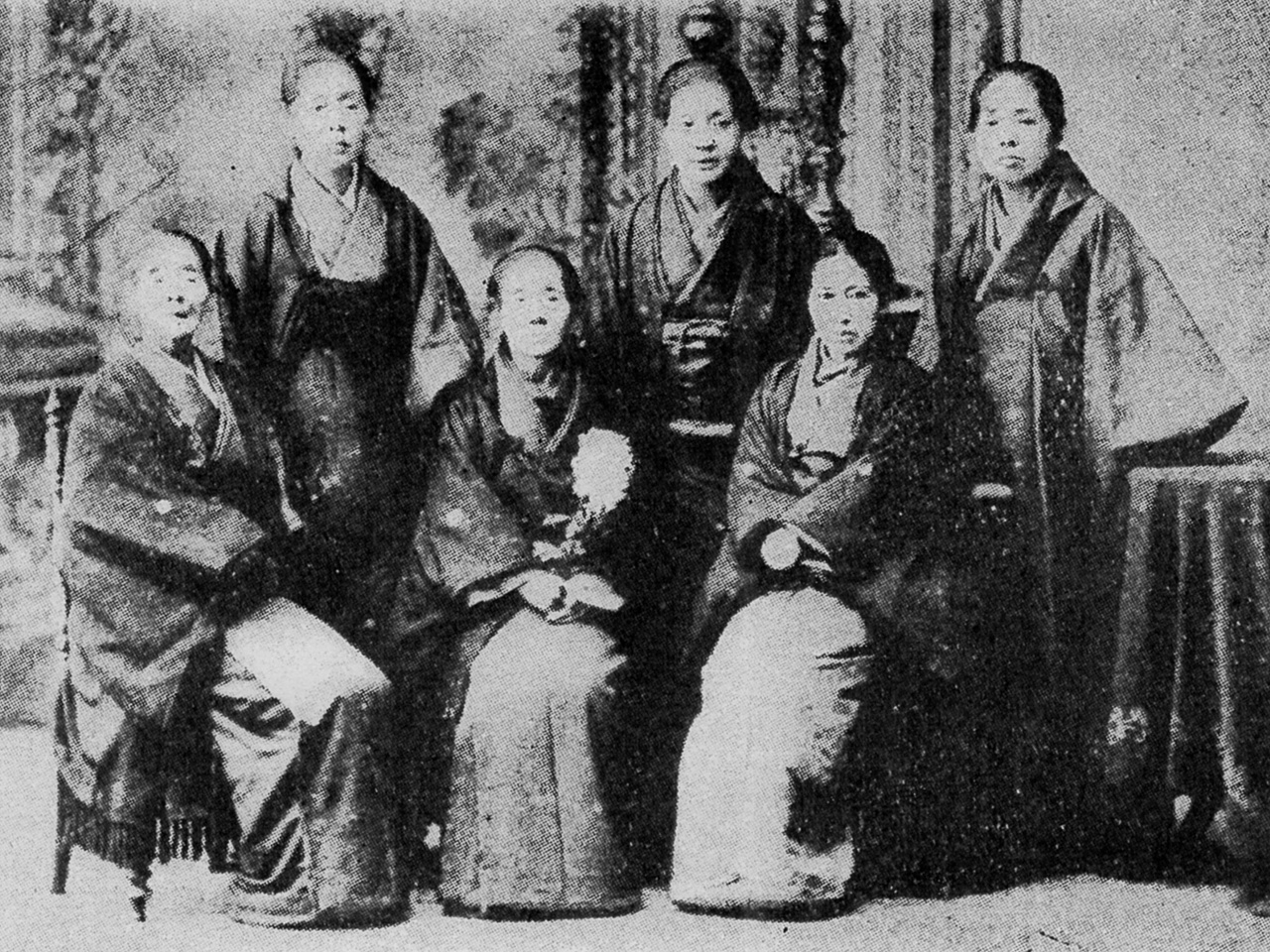
前列右が初子、左端は母の徳富久子。後列右が横井つせ子、左端が矢嶋楫子。

湯浅 初子（ゆあさ はつこ、安政7年1月23日〈1860年2月14日〉 - 1935年〈昭和10年〉3月13日）は、明治時代の社会事業家。徳富蘇峰・蘆花の姉で、衆議院議員・湯浅治郎の後妻となった。同志社総長や国際基督教大学初代学長を務めた湯浅八郎は息子。

## 生涯
徳富一敬・久子の四女として、安政7年1月23日（1860年2月14日）肥後国水俣（現・熊本県水俣市）に生まれる。姉が3人いる上、夫妻は姪も養女としており、5人目には男子の誕生を望んでいたが女子であったため、失意の一敬はどういうわけか初と名づけた。その後に生まれた男子が猪一郎（蘇峰）と健次郎（蘆花）である。
12歳の時、熊本に住む叔母・横井つせ子（横井小楠の未亡人）のもとへ預けられることとなり、いとこの時雄・みやと一緒に暮らし始めた。明治4年（1871年）にリロイ・ランシング・ジェーンズを教師として熊本洋学校が開校され時雄が学ぶようになると、初子とみやも教えを受ける機会を得た。ジェーンズ夫人（ヘンリー・スカッダーの娘）から英語を教わったという。弟の猪一郎ら男子生徒はキリスト教に傾倒し、熊本バンドを結成するが、初子・みやも後に入信しているように、この時からキリスト教への信心が始まっているとみられる。
1876年（明治9年）に熊本洋学校が閉鎖された後、一旦東京に出た熊本バンド一行は、新島襄が1875年（明治8年）に京都に開校した同志社英学校へ入学した。初、猪一郎、健次郎の3きょうだいで同志社へ入学し京都に暮らし始めたが、仕送りによる生活のやりくりを初が親代わりになってしたのだった。このとき、初は同志社の学生であった池袋清風から短歌を学んでいる。
3人は同志社を退学して東京へ出たが、実家が経済難で苦しんでいたことから熊本へ帰り、猪一郎が教師となって大江義塾を開塾した。初はその運営を助け、健次郎も塾生となった。
1884年（明治17年）、初は桜井女学校の校長をしている叔母・矢嶋楫子を頼り上京した。同年和田秀豊牧師から洗礼を受けた。
1885年（明治18年）10月9日、初は群馬県碓氷郡安中の醸造業・有田屋を営む湯浅治郎と結婚式を挙げた。安中はみやの夫・海老名弾正が伝道に訪れた地であり、湯浅は安中教会の中心人物であった。湯浅は前年に妻を亡くしており、4人の子がすでにいた。治郎と初は新婚旅行で伊香保を訪れたが、これにはみやも同行している。
1886年（明治19年）の正月は、東京・麹町上六番町の家で迎えた。同年、日本キリスト教婦人矯風会が矢嶋楫子を会頭として発足し、初子もこれに参加した。1889年（明治22年）矯風会は一夫一婦の建白書を800名余りの署名を集めた上で元老院に提出しているが、この文案を作成したのは初であるとされている。
新島襄の死去を受けて治郎が同志社の運営に携わることとなったため、東京を離れて明治の終わりまで20年間京都で生活を送ることとなった。1910年（明治43年）に赤坂に帰ってきたが、1915年（大正4年）に代々木初台に移り住んだ。
1932年（昭和7年）に治郎が死去した。
1933年（昭和8年）、娘・かづよ（夫は台湾大学教授・平坂恭介）が暮らす台湾を訪れ2ヶ月間滞在している。初はブラジル・サンパウロで牧師をしている息子・十郎のもとへ行くことを企図していたが、果たせないまま1935年（昭和10年）3月13日に心臓麻痺で死去した。墓所は多磨霊園。遺骨の一部は姪の久布白落実がサンパウロの十郎のもとへ届けている。
初は治郎との間に湯浅八郎・湯浅十郎・湯浅与三ら3男4女を儲けた。

## 関連作品
- 八重の桜（2013年、NHK大河ドラマ） - 演：荒井萌